# Swing (Christian De Sica)
Swing è una raccolta dell'attore e cantante Christian De Sica, pubblicata nel 2009 prodotto e distribuito dall'etichetta Rai Trade.

## Tracce
1. Canto anche se sono stonato
2. Legato ad uno scoglio
3. Bum ahi che colpo di luna
4. Souvenir d'Italie
5. Una zebra a pois
6. Quando una ragazza a New Orleans
7. Vecchia America
8. Giovanotto matto
9. Sono tanto pigro
10. Chiedimi tutto
11. El can de Trieste